# ديريك كوتور
ديريك كوتور هو لاعب هوكي جليد كندي، ولد في 24 أبريل 1984 في كالغاري في كندا.

## وصلات خارجية
- ديريك كوتور على موقع دوري الهوكي الوطني (الإنجليزية)
- ديريك كوتور على موقع EliteProspects.com (الإنجليزية)
- ديريك كوتور على موقع HockeyDB.com (الإنجليزية)